# Kara Braxton
Kara Liana Braxton (ur. 18 lutego 1983 w Jackson) – amerykańska koszykarka występująca na pozycjach skrzydłowej oraz środkowej, obecnie zawodniczka Edremit Gurespor.
Klub Detroit Shock zawieszał ją kilkukrotnie (2007, 2009) po tym, jak aresztowano ją za jazdę pod wpływem alkoholu.
W styczniu 2005 roku urodziła syna Jelaniego, którego ojcem jest linebaker m.in.: Cincinnati Bengals, Florida Tuskers, Virginia Destroyers – Odell Thurman. Jej ojciec, Quintin Braxton, został wybrany w drafcie NBA 1975 roku przez zespół Portland Trail Blazers w 9. rundzie.

## Osiągnięcia
Stan na 14 maja 2016, na podstawie, o ile nie zaznaczono inaczej.
NCAA
- Uczestniczka:
  - rozgrywek NCAA:
    - Elite Eight (2004)
    - Sweet Sixteen (2003, 2005)

  - turnieju NCAA (2003–2005)

Drużynowe
- Mistrzyni:
  - WNBA (2006, 2008)
  - Polski (2006, 2008)
  - Chin (2010)
- Wicemistrzyni WNBA (2007)
- Brązowa medalistka mistrzostw Rosji (2013)
- Zdobywczyni Pucharu Polski (2006)
- Finalistka:
  - Pucharu Polski (2008)
  - Superpucharu Polski (2007)
- Uczestniczka rozgrywek:
  - Euroligi (2005/06, 2008/09)
  - Eurocup (2006/07)

Indywidualne
- MVP:
  - finałów ligi chińskiej (2010)
  - meczu gwiazd PLKK (2008)
- Zaliczona do I składu debiutantek WNBA (2005)[6]
- Uczestniczka meczu gwiazd WNBA (2007)[1]
- 2-krotnie powoływana do udziału w meczu gwiazd PLKK (2005 – nie wystąpiła[7], 2008)[8][9]
- Liderka w zbiórkach:
  - PLKK (2006 – sezonu regularnego)
  - chińskiej ligi WBCA (2010, 2011)

Reprezentacja
- Mistrzyni Ameryki U–21 (2002)